# هيتش (فلم)
هيتش (بالإنجليزية: Hitch) هو فيلم كوميدي رومانسي أمريكي صدر عام 2005 من بطولة ويل سميث وإيفا ميندز ، وكيفن جيمس وأمبير فاليتا. الفيلم من إخراج اندي تينانت.

## القصة
أليكس هيتش (ويل سميث) هو دكتور مواعيد محترف، يعمل لمساعدة زبون يدعى ألبرت برينمان (كيفن جيمس) في علاقة حب، ولكنه يقع في حب سارا (إيفا مانديز) وهي صحفية تعمل في إحدى صحف الإشاعات التي تأتي إلى هيتش لغرض تشويه سمعته صحفيا، بعد أن حصل خلاف بين صديقتها وأحد زبائنه.

## مصدر
1. ↑  "Hitch (2005)". بوكس أوفيس موجو. IMDB. مؤرشف من الأصل في 2018-12-13. اطلع عليه بتاريخ 2009-03-06.

## وصلات خارجية
- الموقع الرسمي
- مقالات تستعمل روابط فنية بلا صلة مع ويكي بيانات